# Diadochite
La diadochite est un minéral phosphosulfate ferrique amorphe. C'est un minéral secondaire formé par l'altération et l'hydratation d'autres minéraux. Sa formule est Fe2(PO4)(SO4)OH·5H2O ou Fe+++2(PO4)(SO4)(OH)•6(H2O). Les formes bien cristallisées sont appelées destinézite, qui a été officiellement reconnue par l'IMA, la diadochite étant la variété mal formée à amorphe. Son nom vient du grec ancien διάδοχος / diadochos, signifiant « successeur », probablement en allusion à sa position de minéral secondaire.
La diadochite a une couleur jaune verdâtre à brune et peut être trouvée sous forme d'incrustations — forme des agrégats semblables à une croûte sur la matrice —, ou nodulaire — formes tubéreuse ayant des protubérances irrégulières sur la surface — ou encore stalactitique — en forme de colonnes pendantes comme des stalactites ou des stalagmites, comme calcite. Son apparence a été comparée au chou-fleur. 
Elle est présente comme minéral secondaire dans les chapeaux minéraux, les gisements de charbon résultant de solutions riches en sulfate réagissant avec des phosphates antérieurs, dans des dépôts souterrains ou comme produit post-minier, les pegmatites riches en phosphate et les gisements de guano des cavernes. Elle y est trouvée en association avec la delvauxite, la vashegyite, la pitticite, la mélantérite, la vivianite, la wavellite, la leucophosphite, la phosphosidérite, la ferrostrunzite, la béraunite, la mitridatite, la rockbridgéite, la jahnsite, la roschérite, la « limonite » et la pyrite.
Identifiée à l'origine en Belgique en 1831, sa localité type est toutefois en Allemagne, à Probstzella, en Thuringe. Elle a été trouvée dans de nombreux autres endroits à travers le monde.